# Maria das Neves

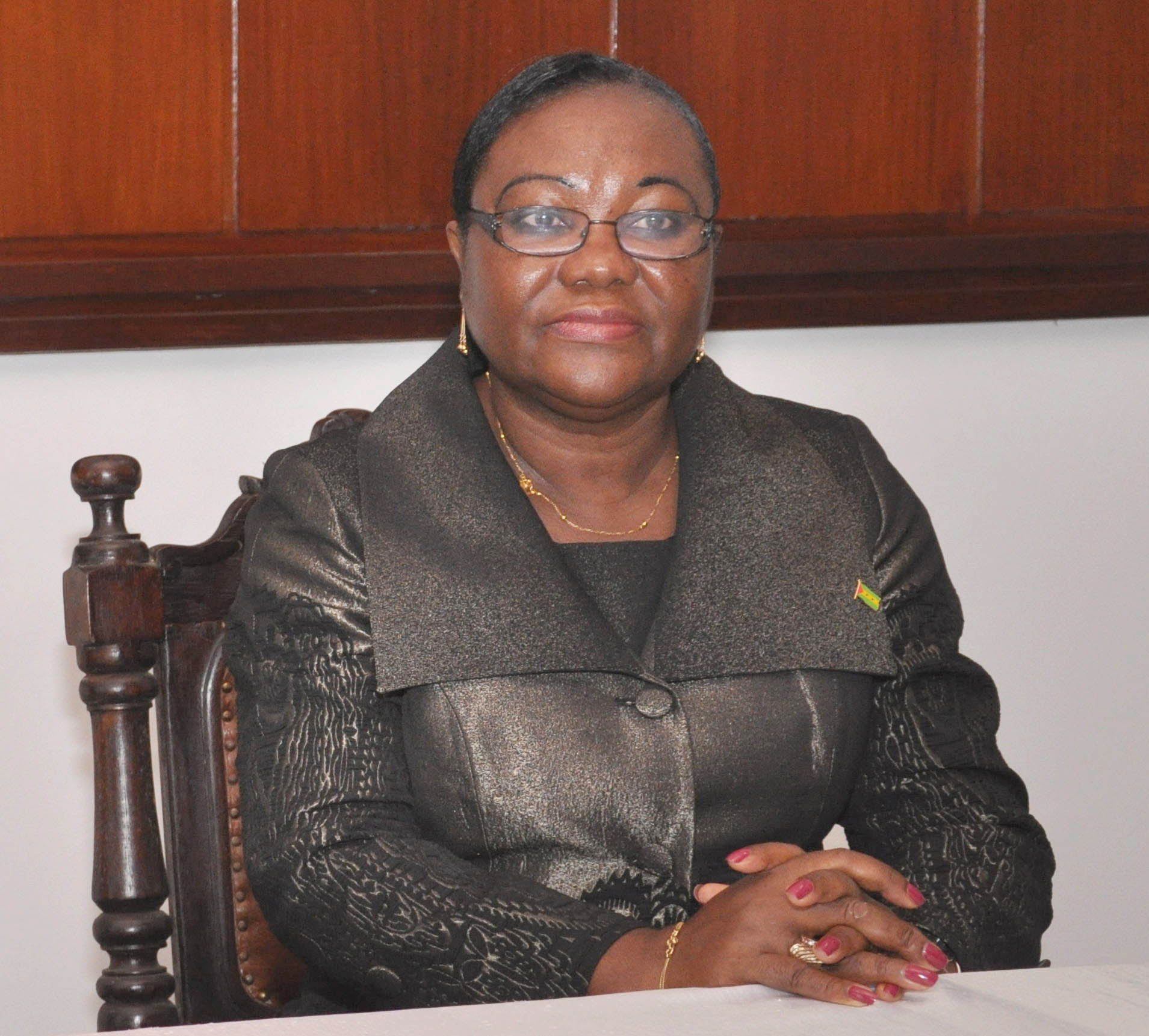
Maria das Neves

Maria das Neves Ceita Batista de Sousa (1958) is een Santomees politica. Ze was tussen 3 oktober 2002 en 18 september 2004 de eerste vrouwelijke premier van de republiek Sao Tomé en Principe. Ze is lid van de Movimento de Libertação de São Tomé e Príncipe-Partido Social Democrata.

## Biografie
Voordat ze minister-president werd werkte Maria das Neves bij de African Development Bank, en was ze reeds minister van Economische Zaken (1999-2001) en minister van Handel, Industrie, en Toerisme (2002). Eind 2002 verving ze Gabriel Arcanjo da Costa als premier nadat die ontslagen was vanwege aanhoudende conflicten met president Fradique de Menezes. Tijdens haar ambtsperiode vond op 16 juli 2003 een staatsgreep plaats waarbij Das Neves kort gearresteerd werd en zelfs even in het ziekenhuis belandde. Een week later werd de vrede hersteld en in augustus 2003 werd ze opnieuw als premier ingezworen. In september 2004 moest Das Neves als premier opstappen vanwege beschuldigingen van corruptie; ze werd opgevolgd door Damião Vaz d'Almeida.
Leonel Mário d'Alva (1974–1975) · Miguel Trovoada (1975–1979) · geen (1979–1988) · Celestino Rocha da Costa (1988–1991) · Daniel Lima dos Santos Daio (1991–1992) · Norberto d'Alva Costa Alegre (1992–1994) · Evaristo Carvalho (1994) · Carlos Graça (1994–1995) · Armindo Vaz d'Almeida (1995–1996) · Raul Bragança Neto (1996–1999) · Guilherme Posser da Costa (1999–2001) · Evaristo Carvalho (2001–2002) · Gabriel Arcanjo da Costa (2002) · Maria das Neves (2002–2004) · Damião Vaz d'Almeida (2004–2005) · Maria do Carmo Silveira (2005–2006) · Tomé Vera Cruz (2006–2008) · Patrice Trovoada (2008) · Joaquim Rafael Branco (2008–2010) · Patrice Trovoada (2010–2012) · Gabriel Arcanjo da Costa (2012–2014) · Patrice Trovoada (2014–2018) · Jorge Bom Jesus (2018–2022) · Patrice Trovoada (2022–2025) · Ilza Amado Vaz (2025) · Américo Ramos (2025–heden)